# Luci Juli Cèsar (cònsol 64 aC)
Luci Juli Cèsar (en llatí Lucius Julius L. F. L. N. Caesar) va ser un magistrat romà. Formava part de la gens Júlia, de la branca dels Cèsar. Era fill de Luci Juli Cèsar (cònsol 90 aC) i oncle, per part de la seva germana Júlia, de Marc Antoni el triumvir.
Va arribar a la màxima magistratura de cònsol l'any 64 aC junt amb Gai Marci Fígul II i com el seu pare, era seguidor del partit aristocràtic. L'any 63 aC en el debat al senat va votar per la pena de mort contra els conspiradors catilinaris tot i que el marit de la seva germana, Publi Lèntul Sura era entre els acusats. Va viure alguns anys a Roma sense anar a cap província com a procònsol almenys fins al 52 aC en què se l'esmenta a la Gàl·lia, però com a llegat de Juli Cèsar. Va estar-se a la Gàl·lia fins a la Segona Guerra Civil (49 aC), quan va acompanyar Juli Cèsar a Itàlia, però no va participar activament a la guerra. Va continuar vivint a Roma, on el seu nebot Marc Antoni el va posar al front de la ciutat l'any 47 aC, quan es va veure obligat a marxar de la ciutat per la rebel·lió d'algunes legions a Itàlia. Però Luci Juli era ja vell, i no tenia l'energia suficient per mantenir a ratlla els revoltosos, cosa que va produir molta confusió durant l'absència de Marc Antoni.
A la mort del dictador el 44 aC va intentar conservar la neutralitat, tot i que simpatitzava amb el partit dels conspiradors. Va marxar de Roma i se'n va anar a Neàpolis on Ciceró el va veure i diu que estava "perillosament malalt". Quan va tornar a Roma no va ocupar el seu seient al senat, sigui per malaltia sigui per política, ja que li havia explicat a Ciceró, quan es van veure a Neàpolis, que ell aprovava l'oposició de Dolabel·la al seu nebot Marc Antoni, que tenia el poder a la ciutat. Quan Marc Antoni va marxar de Roma per anar a Mutina, es va presentar al senat.
A proposta seva l'any 43 aC es va derogar la llei agrària de Marc Antoni. Però es va oposar als desitjos dels més violents del seu partit que volien declarar a Marc Antoni enemic públic, buscant evitar que les coses arribessin a tal extrem que impedissin qualsevol intent de reconciliació. Encara que després (abril del 43 aC) de la derrota d'aquest va ser un dels primers en proposar que Marc Antoni fos declarat enemic de l'estat. Quan al final del 43 aC es va establir el Segon Triumvirat, Luci Juli Cèsar va ser inclòs entre els proscrits (el segon de la llista) i el primer del que Marc Antoni va dictar l'orde d'execució. Es va refugiar a casa de la seva germana Júlia, que va aconseguir que el seu fill li atorgués el perdó. Segurament es va retirar i va morir algun temps després docs no torna a ser mencionat. No era un home molt intel·ligent, però va tenir certa influència a través de les seves connexions familiars i la seva posició en la societat.